# بين صبيح (تاكونيت)
بين صبيح هي إحدى مشيخات المملكة المغربية، تتبع جغرافيا لإقليم زاكورة وإداريًا لتاكونيت. يقدر عدد سكانها بـ 1892 نسمة حسب الإحصاء الرسمي للسكان والسكنى لسنة 2004.